# Thom Kelling

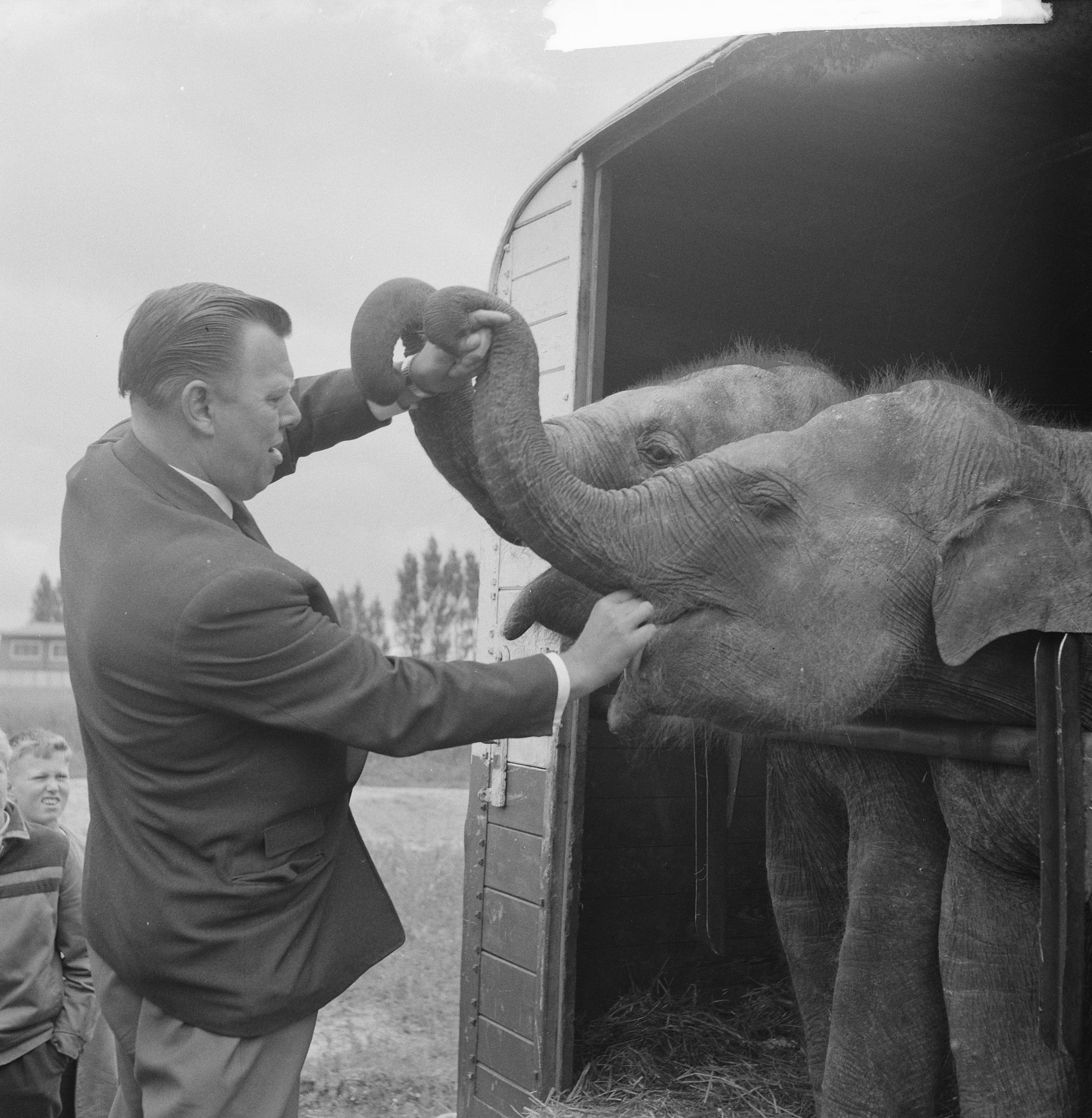
Thom Kelling in 1962 voor een gastoptreden bij circus Boltini

Thom Kelling, Den Haag, 11 maart 1922 – Bunnik, 7 september 1968, was een Nederlandse musicus en acteur.
In de jaren 1940 begon hij als gitarist in het orkest van Boyd Bachman. 
Na de Tweede Wereldoorlog legde hij zich vooral toe op Zuid-Amerikaanse, Spaanse en Portugese liedjes. Bekende nummers die hij vertolkte, zijn onder meer: Quizas, Quizas, Quizas en  Me Voy P'al Pueblo.
Kelling speelde toneelrollen bij het Haagse Residentie Tooneel en had onder meer een bijrol in de film Het wonderlijke leven van Willem Parel uit 1955.
Thom Kelling was een zoon van Jan en Coba Kelling en hij trouwde in 1956 met de danseres José Lewis.